# Guivat-Haïm
Guivat-Haïm (גבעת חיים) est un kibboutz situé près de la ville de Hadera et fondé en 1952, par de jeunes gens originaires de Galilée.

## Le nom du kibboutz
Guivat-Haïm rappelle le souvenir de Haïm Arlozoroff, assassiné en 1933.

## Activités économiques
Les activités économiques de Guivat-Haïm sont très variées et comprennent :
- Une institution pour le développement de l'enfant ;
- Un centre de soins de beauté ;
- Un zoo ;
- Une des plus célèbres usines de jus de fruits naturels ;
- Un atelier de photographie ;
- Une agence d'excursions en jeep ;
- Une fondation en souvenir des Juifs du camp de concentration de Theresienstadt ;
- Une étable abritant 400 vaches laitières ;
- Un élevage de dindes ;
- Des champs de maïs, de coton et de blé ;
- Des vergers d'avocats et d'agrumes ;
- Une fabrique de cadres de bois ;
- Un magasin de brocantes ;
- Un institut de soins pour chiens ;
- Une galerie d'art ;
- Un institut de soutien psychologique familial ;
- Une école spécialisée pour enfants à problèmes, où sont inscrits 400 écoliers.